# Airysche Spannungsfunktion
Die Airy’sche Spannungsfunktion – benannt nach George Biddell Airy – ist eine Funktion, aus der sich analytische Lösungen für Randwertaufgaben der linearen ebenen Elastostatik herleiten lassen. Die Airy’sche Spannungsfunktion basiert also auf der Annahme linearer Elastizität, kleiner Verschiebungen und statischer zeitunabhängiger Beanspruchungen in der Ebene. Das Auffinden einer Lösung der Randwertaufgabe verschiebt sich auf das Auffinden einer Spannungsfunktion, die den Randbedingungen genügt. Aus der Literatur sind viele Beispiele und Ansatzfunktionen bekannt, mit deren Hilfe die Konstruktion einer Lösung vereinfacht wird.
Die Spannungen in der Ebene berechnen sich aus Ableitungen der Spannungsfunktion, daher ihr Name. Über die lineare Elastizität folgen aus den Spannungen die Dehnungen, aus denen wiederum die Verschiebungen in der Ebene berechnet werden. Der Erfolg dieses Vorgehens ist gesichert, wenn die Spannungsfunktion die sog. biharmonische Differentialgleichung, Scheibengleichung oder Bipotentialgleichung erfüllt, die eine partielle Differentialgleichung 4. Ordnung darstellt. Dann liegt Gleichgewicht vor und die berechneten Dehnungen sind kompatibel, was bedeutet, dass sich aus ihnen die Verschiebungen auch tatsächlich konstruieren lassen.
Für das Auffinden der Lösung müssen zunächst die Randbedingungen formuliert werden, die wegen der Beschränkung auf die Statik nicht von der Zeit abhängen dürfen. Es können sowohl Spannungsrandbedingungen (flächenverteilte Kräfte) als auch Verschiebungsrandbedingungen vorgegeben werden. Aus dem Fundus der aus der Literatur bekannten Lösungsfunktionen der Scheibengleichung wird ein Satz ausgewählt, der diese Randbedingungen erfüllt, und die Parameter der Funktionen an die Vorgaben angepasst.
Praktische Bedeutung hat die Airy’sche Spannungsfunktion in der Berechnung gerader oder ebener Konstruktionselemente (Stäbe, Balken, Scheiben) die im Maschinenbau und der Baustatik weit verbreitet sind. Hier sind die Verformungen oft klein oder müssen aus sicherheitstechnischen Gründen klein gehalten werden. Die verwendeten Materialien weisen oft bis zu gewissen Anwendungsgrenzen in guter Näherung ein linear elastisches Verhalten auf. Die in der technischen Mechanik bekannten Formeln für die Dehnung des geraden Stabes, der Biegung des geraden Balkens und der Scheibentheorie können auch mit der Airy’schen Spannungsfunktion dargestellt werden. Sie findet aber vor allem in anderen Problemen Anwendung wie z. B. der Biegung des stabförmigen Kreisrings, der Belastung der Scheibe mit Loch oder der Ebene mit Schlitz (Griffith Riss).
Die Beltrami Spannungsfunktionen sind die Verallgemeinerung der Airy’schen Spannungsfunktion auf drei Dimensionen.

## Voraussetzungen
Die hier dargestellten Definitionen sind allgemein üblich und keine speziellen Annahmen für die Konstruktion der Spannungsfunktion. Betrachtet wird ein ebener, in der xy-Ebene eines kartesischen Koordinatensystems liegender Flächenträger.

### Kinematik

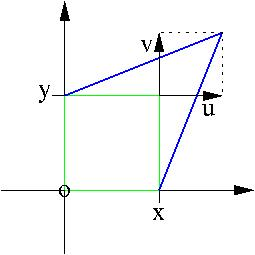
Verschiebungen in der xy-Ebene

Die Verschiebungen eines jeden Punktes in der Ebene des Flächenträgers wird durch zwei Funktionen beschrieben. Nach Voraussetzung liegt der Träger in der xy-Ebene und dort ist es üblich die Verschiebung in x-Richtung mit {\displaystyle u} zu bezeichnen, die in y-Richtung mit {\displaystyle v} und die in z-Richtung mit {\displaystyle w}, siehe Bild. Die Funktionen {\displaystyle u,v} und {\displaystyle w} sind von den Ortskoordinaten abhängig. Die Anwendung hier beschränkt sich auf {\displaystyle u=u(x,y)}, {\displaystyle v=v(x,y)} und {\displaystyle w=z\varepsilon _{zz}} mit einer Konstanten {\displaystyle \varepsilon _{zz}}. Andere Abhängigkeiten werden hier vernachlässigt. In der xy-Ebene sind also (kleine) Verschiebungen erlaubt, senkrecht dazu nur zu {\displaystyle \varepsilon _{zz}} proportionale. Die Scheibenebene liegt bei {\displaystyle z=0}, so dass die Scheibe sich nicht durchbiegen oder insgesamt in z-Richtung verschieben kann. Dies sind in der Scheibentheorie übliche Annahmen.
Die Dehnungen beschreiben, wie stark sich die Verschiebungen von einem Ort zum anderen ändern: Orte, wo sich die Verschiebungen stark ändern, weisen große Dehnungen auf. Entsprechend liegt es nahe, die Dehnungen aus den Ableitungen nach dem Ort zu berechnen. Im geometrisch linearen Fall hier sind die einzig relevanten Dehnungskomponenten:
{\displaystyle \varepsilon _{xx}={\frac {\mathrm {d} u}{\mathrm {d} x}}\,,\varepsilon _{yy}={\frac {\mathrm {d} v}{\mathrm {d} y}}\,,\varepsilon _{zz}={\frac {\mathrm {d} w}{\mathrm {d} z}}\quad \mathrm {und} \quad \varepsilon _{xy}={\frac {1}{2}}\left({\frac {\mathrm {d} u}{\mathrm {d} y}}+{\frac {\mathrm {d} v}{\mathrm {d} x}}\right)}.
Die Funktionen {\displaystyle \varepsilon _{xx}\,,\varepsilon _{yy}} und {\displaystyle \varepsilon _{zz}} sind die Normaldehnungen in x-, y- bzw. z-Richtung und {\displaystyle \varepsilon _{xy}} ist die Schubverzerrung in der xy-Ebene. Andere (in drei Dimensionen mögliche) Dehnungskomponenten verschwinden nach Voraussetzung.

### Ebener Spannungs- und Dehnungszustand
Scheiben sind ebene Flächenträger, die nur in ihrer Ebene belastet werden. Stäbe und Balken sind in dieser Betrachtung als Sonderfall der schmalen und dünnen Scheibe enthalten. Wenn keine Belastungen senkrecht zur Ebene auftreten, herrscht in der Scheibe ein ebener Spannungszustand (ESZ). Flächenträger, die auch senkrecht zu ihrer Ebene belastet werden, werden als Platten bezeichnet. Ist diese Platte so dick, dass sie durch die senkrecht auf sie wirkende Belastung nicht merklich zusammengedrückt wird, herrscht in ihrer Ebene ein ebener Verzerrungszustand (EVZ). Beim ebenen Spannungszustand sind alle Spannungskomponenten, beim ebenen Verzerrungszustand alle Dehnungskomponenten senkrecht zur Ebene des Flächenträgers vernachlässigbar klein.

### Lineare Elastizität
Bei einem linear elastischen Körper hängen die Spannungen {\displaystyle \sigma _{ij}} im ESZ nach folgender Matrizengleichung von den Dehnungen {\displaystyle \varepsilon _{ij}} ab:
{\displaystyle {\begin{pmatrix}\sigma _{xx}\\\sigma _{yy}\\\sigma _{xy}\end{pmatrix}}={\frac {E}{1-\nu ^{2}}}{\begin{pmatrix}1&\nu &0\\\nu &1&0\\0&0&1-\nu \end{pmatrix}}{\begin{pmatrix}\varepsilon _{xx}\\\varepsilon _{yy}\\\varepsilon _{xy}\end{pmatrix}}\quad \Leftrightarrow \quad {\begin{pmatrix}\varepsilon _{xx}\\\varepsilon _{yy}\\\varepsilon _{xy}\end{pmatrix}}={\frac {1}{E}}{\begin{pmatrix}1&-\nu &0\\-\nu &1&0\\0&0&1+\nu \end{pmatrix}}{\begin{pmatrix}\sigma _{xx}\\\sigma _{yy}\\\sigma _{xy}\end{pmatrix}}}
Der Parameter {\displaystyle E} ist der Elastizitätsmodul und {\displaystyle \nu } die Querkontraktionszahl. Die zz-Komponente der Dehnung ergibt sich zu
{\displaystyle \varepsilon _{zz}=-{\frac {\nu }{1-\nu }}(\varepsilon _{xx}+\varepsilon _{yy})=-{\frac {\nu }{E}}(\sigma _{xx}+\sigma _{yy})}.
Auf der linken Seite der Gleichung steht eine Konstante aber auf der rechten Seite zumeist nicht. Deshalb wird der ESZ im Allgemeinen nur näherungsweise erfüllt werden. Im EVZ gilt
{\displaystyle {\begin{pmatrix}\sigma _{xx}\\\sigma _{yy}\\\sigma _{xy}\end{pmatrix}}={\frac {2G}{1-2\nu }}{\begin{pmatrix}1-\nu &\nu &0\\\nu &1-\nu &0\\0&0&1-2\nu \end{pmatrix}}{\begin{pmatrix}\varepsilon _{xx}\\\varepsilon _{yy}\\\varepsilon _{xy}\end{pmatrix}}\quad \Leftrightarrow \quad {\begin{pmatrix}\varepsilon _{xx}\\\varepsilon _{yy}\\\varepsilon _{xy}\end{pmatrix}}={\frac {1}{2G}}{\begin{pmatrix}1-\nu &-\nu &0\\-\nu &1-\nu &0\\0&0&1\end{pmatrix}}{\begin{pmatrix}\sigma _{xx}\\\sigma _{yy}\\\sigma _{xy}\end{pmatrix}}}
mit der zz-Komponente der Spannung
{\displaystyle \sigma _{zz}=\nu (\sigma _{xx}+\sigma _{yy})=\lambda (\varepsilon _{xx}+\varepsilon _{yy})}
worin die Lamé-Konstante {\displaystyle \lambda ={\tfrac {\nu E}{(1+\nu )(1-2\nu )}}} benutzt wurde.
Hieraus können folgende Zusammenhänge abgelesen werden:
{\displaystyle {\begin{array}{l}\varepsilon _{xx}=a\sigma _{xx}-b\sigma _{yy}\\\varepsilon _{yy}=a\sigma _{yy}-b\sigma _{xx}\\\varepsilon _{xy}={\frac {\sigma _{xy}}{2G}}\end{array}}}
mit
| Größe                     | Ebener Verzerrungszustand (EVZ)      | Ebener Spannungszustand (ESZ)       |
| ------------------------- | ------------------------------------ | ----------------------------------- |
| {\displaystyle a}         | {\displaystyle {\frac {1-\nu }{2G}}} | {\displaystyle {\frac {1}{E}}}      |
| {\displaystyle b}         | {\displaystyle {\frac {\nu }{2G}}}   | {\displaystyle {\frac {\nu }{E}}}   |
| {\displaystyle 2Ga,1-2Gb} | {\displaystyle 1-\nu }               | {\displaystyle {\frac {1}{1+\nu }}} |

Indem {\displaystyle \nu } durch {\displaystyle \nu ^{\ast }={\frac {\nu }{1+\nu }}} ausgetauscht wird, gehen die Formeln für den EVZ in die für den ESZ über.

### Kompatibilitätsbedingung
Sollen aus den Verzerrungen die Verschiebungen bestimmt werden, was hier der Fall ist, müssen aus den drei Verzerrungen {\displaystyle \varepsilon _{xx},\varepsilon _{yy}} und {\displaystyle \varepsilon _{xy}} nur zwei Verschiebungen {\displaystyle u} und {\displaystyle v} berechnet werden, die Verzerrungen können also nicht voneinander unabhängig sein. Die Kompatibilitätsbedingung stellt sicher, dass aus den Verzerrungen die Verschiebungen rekonstruierbar sind. Die Schubverzerrungen {\displaystyle \varepsilon _{xy}} werden nach x- und y abgeleitet und die Normaldehnungen eingesetzt
{\displaystyle 2{\frac {\mathrm {d} ^{2}\varepsilon _{xy}}{\mathrm {d} x\mathrm {d} y}}={\frac {\mathrm {d} ^{3}u}{\mathrm {d} x\mathrm {d} ^{2}y}}+{\frac {\mathrm {d} ^{3}v}{\mathrm {d} {x}^{2}\mathrm {d} y}}={\frac {\mathrm {d} ^{2}\varepsilon _{xx}}{\mathrm {d} {y}^{2}}}+{\frac {\mathrm {d} ^{2}\varepsilon _{yy}}{\mathrm {d} {x}^{2}}}}.
Dies ist die Kompatibilitätsbedingung für die Dehnungen im zweidimensionalen Fall. Werden hier die Dehnungen durch die Spannungen ersetzt und die Gleichung mit {\displaystyle G} multipliziert, ergibt sich:
{\displaystyle {\frac {\mathrm {d} ^{2}\sigma _{xy}}{\mathrm {d} x\mathrm {d} y}}=G{\frac {\mathrm {d} ^{2}(a\sigma _{xx}-b\sigma _{yy})}{\mathrm {d} {y}^{2}}}+G{\frac {\mathrm {d} ^{2}(a\sigma _{yy}-b\sigma _{xx})}{\mathrm {d} {x}^{2}}}=G\left(a{\frac {\mathrm {d} ^{2}}{\mathrm {d} {y}^{2}}}-b{\frac {\mathrm {d} ^{2}}{\mathrm {d} {x}^{2}}}\right)\sigma _{xx}+G\left(a{\frac {\mathrm {d} ^{2}}{\mathrm {d} {x}^{2}}}-b{\frac {\mathrm {d} ^{2}}{\mathrm {d} {y}^{2}}}\right)\sigma _{yy}}.

### Gleichgewicht

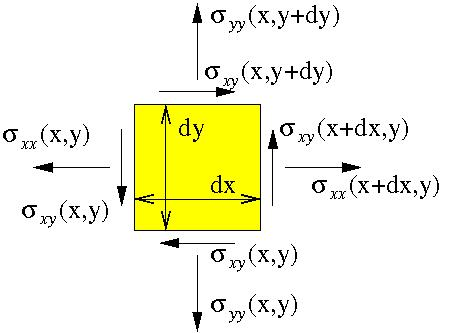
Spannungen an einem Scheibenelement

Im Gleichgewicht heben sich die Kräfte an einem Scheibenelement
in x- und y-Richtung genau auf:
{\displaystyle {\begin{array}{l}\sigma _{xx}(x+{\text{d}}x,y){\text{d}}y+\sigma _{xy}(x,y+{\text{d}}y){\text{d}}x-\sigma _{xx}(x,y){\text{d}}y-\sigma _{xy}(x,y){\text{d}}x=0\\\sigma _{yy}(x,y+{\text{d}}y){\text{d}}x+\sigma _{xy}(x+{\text{d}}x,y){\text{d}}y-\sigma _{yy}(x,y){\text{d}}x-\sigma _{xy}(x,y){\text{d}}y=0\\\end{array}}}
siehe Bild. Division durch {\displaystyle {\text{d}}x{\text{d}}y} liefert im Grenzwert
{\displaystyle {\text{d}}x\rightarrow 0} und
{\displaystyle {\text{d}}y\rightarrow 0}
die Gleichgewichtsbedingung in x- bzw. y-Richtung:
{\displaystyle {\begin{array}{c}{\frac {\mathrm {d} \sigma _{xx}}{\mathrm {d} x}}+{\frac {\mathrm {d} \sigma _{xy}}{\mathrm {d} y}}=0\\{\frac {\mathrm {d} \sigma _{yy}}{\mathrm {d} y}}+{\frac {\mathrm {d} \sigma _{xy}}{\mathrm {d} x}}=0\end{array}}}.
Differentiation der oberen Gleichung nach x, der unteren nach y, Addition der resultierenden Gleichungen und Einsetzen der in Spannungen ausgedrückten Kompatibilitätsbedingung führt wegen {\displaystyle 2Ga=1-2Gb} auf
{\displaystyle {\begin{array}{rcl}{\frac {\mathrm {d} ^{2}\sigma _{xx}}{\mathrm {d} x^{2}}}+{\frac {\mathrm {d} ^{2}\sigma _{yy}}{\mathrm {d} y^{2}}}+2{\frac {\mathrm {d} \sigma _{xy}}{\mathrm {d} x\mathrm {d} y}}&=&{\frac {\mathrm {d} ^{2}\sigma _{xx}}{\mathrm {d} x^{2}}}+{\frac {\mathrm {d} ^{2}\sigma _{yy}}{\mathrm {d} y^{2}}}+2\left[G\left(a{\frac {\mathrm {d} ^{2}}{\mathrm {d} {y}^{2}}}-b{\frac {\mathrm {d} ^{2}}{\mathrm {d} {x}^{2}}}\right)\sigma _{xx}+G\left(a{\frac {\mathrm {d} ^{2}}{\mathrm {d} {x}^{2}}}-b{\frac {\mathrm {d} ^{2}}{\mathrm {d} {y}^{2}}}\right)\sigma _{yy}\right]\\&=&(1-2Gb){\frac {\mathrm {d} ^{2}\sigma _{xx}}{\mathrm {d} x^{2}}}+(1-2Gb){\frac {\mathrm {d} ^{2}\sigma _{yy}}{\mathrm {d} y^{2}}}+2Ga{\frac {\mathrm {d} ^{2}\sigma _{xx}}{\mathrm {d} {y}^{2}}}+2Ga{\frac {\mathrm {d} ^{2}\sigma _{yy}}{\mathrm {d} {x}^{2}}}=0\\\rightarrow \left({\frac {\mathrm {d} ^{2}}{\mathrm {d} {x}^{2}}}+{\frac {\mathrm {d} ^{2}}{\mathrm {d} {y}^{2}}}\right)(\sigma _{xx}+\sigma _{yy})&=&\Delta (\sigma _{xx}+\sigma _{yy})=0\end{array}}}
mit dem Laplace-Operator
{\displaystyle \Delta ={\frac {\mathrm {d} ^{2}}{\mathrm {d} {x}^{2}}}+{\frac {\mathrm {d} ^{2}}{\mathrm {d} {y}^{2}}}}.

## Airy’sche Spannungsfunktion

### Kartesische Koordinaten
Die Spannungskomponenten ergeben sich aus der Ableitung der Airy’schen Spannungsfunktion {\displaystyle F}:
{\displaystyle \sigma _{xx}={\frac {\mathrm {d} ^{2}{F}}{\mathrm {d} {y}^{2}}},\quad \sigma _{yy}={\frac {\mathrm {d} ^{2}{F}}{\mathrm {d} {x}^{2}}},\quad \sigma _{xy}={\frac {-\mathrm {d} ^{2}{F}}{\mathrm {d} x\mathrm {d} y}}}.
Dann sind die Gleichgewichtsbedingungen identisch erfüllt und die Kompatibilitätsbedingung liefert, für homogenes, isotropes, linear elastisches Material
{\displaystyle \Delta (\sigma _{xx}+\sigma _{yy})=\Delta \left({\frac {\mathrm {d} ^{2}{F}}{\mathrm {d} {y}^{2}}}+{\frac {\mathrm {d} ^{2}{F}}{\mathrm {d} {x}^{2}}}\right)=0}
oder
{\displaystyle \Delta \Delta F=0}
Dies ist die Scheibengleichung oder Bipotentialgleichung. Jede Funktion, die diese Gleichung erfüllt, heißt biharmonisch. Vorwiegend werden zu ihrer Lösung Polynome, logarithmische Funktionen sowie Produkte von Exponential- und Winkelfunktionen benutzt, von denen hier eine Auswahl gegeben sei:
{\displaystyle {\begin{array}{lllll}1,&x,&x^{2},&x^{3}&\\xy,&x^{2}y,&x^{3}y,&x^{4}y-x^{2}y^{3},&x^{4}-3x^{2}y^{2}\\x^{5}-5x^{3}y^{2},&x^{5}y-5/3x^{3}y^{3},&x^{6}-10x^{4}y^{2}+5x^{2}y^{4}&&\\e^{\pm \lambda y}\cos(\lambda x),&xe^{\pm \lambda y}\cos(\lambda x),&\cosh(\lambda x)\cos(\lambda y),&x\cosh(\lambda x)\cos(\lambda y)&\\\ln(x^{2}+y^{2}),&x\ln(x^{2}+y^{2}).&&&\\\end{array}}}
In diesen Termen können x und y, sin und cos sowie sinh und cosh vertauscht werden.
Orthotropie
für homogenes, orthotropes, linear elastisches Material ergibt sich die beschreibende Differentialgleichung zu:
{\displaystyle {\frac {\mathrm {d} ^{4}{F}}{\mathrm {d} {x}^{4}}}+\left({\frac {E_{y}}{G_{xy}}}-2\cdot \nu _{yx}\right)\cdot {\frac {\mathrm {d} ^{4}{F}}{\mathrm {d} {x}^{2}\cdot \mathrm {d} {y}^{2}}}+{\frac {E_{y}}{E_{x}}}\cdot {\frac {\mathrm {d} ^{4}{F}}{\mathrm {d} {y}^{4}}}}
Die Scheibengleichung bleibt gültig, wenn die Ebene mit Polarkoordinaten
oder komplexen Zahlen parametrisiert wird.

### Polarkoordinaten
Die Punkte in der xy-Ebene können alternativ auch in Polarkoordinaten angesprochen werden. Werden die obigen Formeln in Polarkoordinaten ausgedrückt, lautet der Laplace-Operator:
{\displaystyle \Delta ={\frac {\mathrm {d} ^{2}}{\mathrm {d} {r}^{2}}}+{\frac {1}{{r}^{2}}}{\frac {\mathrm {d} ^{2}}{\mathrm {d} \varphi ^{2}}}+{\frac {1}{r}}{\frac {\mathrm {d} }{\mathrm {d} r}}}.
Der Radius {\displaystyle r} ist der Abstand vom Ursprung und {\displaystyle \varphi } der von der x-Achse gegen den Uhrzeigersinn messende Winkel zu einem Punkt in der Ebene. Die Spannungen werden in Polarkoordinaten wie folgt aus der Airy’schen Spannungsfunktion bestimmt:
{\displaystyle {\begin{array}{l}\sigma _{rr}={\frac {1}{{r}^{2}}}{\frac {\mathrm {d} ^{2}{F}}{\mathrm {d} \varphi ^{2}}}+{\frac {1}{r}}{\frac {\mathrm {d} {F}}{\mathrm {d} r}}\\\sigma _{\varphi \varphi }={\frac {\mathrm {d} ^{2}{F}}{\mathrm {d} {r}^{2}}}\\\sigma _{r\varphi }=-{\frac {\mathrm {d} }{\mathrm {d} r}}\left({\frac {1}{r}}{\frac {\mathrm {d} {F}}{\mathrm {d} \varphi }}\right)\end{array}}}.
John Henry Michell fand, dass alle Funktionen, die die Scheibengleichung erfüllen, die folgende Form haben:
{\displaystyle {\begin{array}{lcl}F&=&A_{0}~r^{2}+B_{0}~r^{2}~\ln(r)+C_{0}~\ln(r)+D_{0}~\varphi \\&&\displaystyle +(A_{1}~r+B_{1}~r^{-1}+B_{1}^{'}~r~\varphi +C_{1}~r^{3}+D_{1}~r~\ln(r))\cos \varphi \\&&\displaystyle +(E_{1}~r+F_{1}~r^{-1}+F_{1}^{'}~r~\varphi +G_{1}~r^{3}+H_{1}~r~\ln(r))\sin \varphi \\&&\displaystyle +\sum _{n=2}^{\infty }(A_{n}~r^{n}+B_{n}~r^{-n}+C_{n}~r^{n+2}+D_{n}~r^{-n+2})\cos(n\varphi )\\&&\displaystyle +\sum _{n=2}^{\infty }(E_{n}~r^{n}+F_{n}~r^{-n}+G_{n}~r^{n+2}+H_{n}~r^{-n+2})\sin(n\varphi )\end{array}}}.

### Darstellung mit komplexen Funktionen
Aus der Funktionentheorie ist bekannt, dass jede biharmonische Funktion mittels zweier analytischer komplexer Funktionen {\displaystyle \Phi (z)} und {\displaystyle \Upsilon (z)} der komplexen Variablen {\displaystyle z=x+\mathrm {i} y} mit {\displaystyle \mathrm {i} ^{2}=-1} dargestellt werden kann:
{\displaystyle F=\Re \lbrace {\bar {z}}\Phi (z)+\Upsilon (z)\rbrace }.
Die Funktion {\displaystyle {\Re }} gibt den Realteil und {\displaystyle {\bar {z}}} ist der konjugiert komplexe Wert.
Aus den komplexen Spannungsfunktionen ergeben sich die Verschiebungskomponenten {\displaystyle u} und {\displaystyle v} in der x-y Ebene und die Spannungskomponenten aus den Kolosov’schen Formeln:
{\displaystyle {\begin{array}{ll}\sigma _{xx}+\sigma _{yy}&=4\Re \lbrace \Phi '(z)\rbrace \\\sigma _{xx}-\sigma _{yy}+2i\tau _{xy}&=-2(z{\overline {\Phi ''(z)}}+{\overline {\Psi '(z)}})\\{2G}(u+iv)&=\gamma \Phi (z)-z{\overline {\Phi '(z)}}-{\overline {\Psi (z)}}\end{array}}}.
Darin ist {\displaystyle ()'={\frac {\mathrm {d} }{\mathrm {d} z}}()}, {\displaystyle \Psi (z)=\Upsilon '(z)} und im ESZ lautet der Parameter {\displaystyle \gamma ={\frac {3-\nu }{1+\nu }}} und im EVZ {\displaystyle \gamma =3-4\nu }. Auflösung nach den Spannungskomponenten liefert:
{\displaystyle {\begin{array}{ll}\sigma _{xx}&=\Re \lbrace 2\Phi '(z)-{\bar {z}}\Phi ''(z)-\Psi '(z)\rbrace \\\sigma _{yy}&=\Re \lbrace 2\Phi '(z)+{\bar {z}}\Phi ''(z)+\Psi '(z)\rbrace \\\tau _{xy}&=\Im \lbrace {\bar {z}}\Phi ''(z)+\Psi '(z)\rbrace \end{array}}}.
Die Funktion {\displaystyle {\Im }{\lbrace }{\rbrace }} liefert den Imaginärteil ihres Arguments.

### Berücksichtigung der Schwerkraft
Bei der Herleitung der Gleichgewichtsbedingungen oben wurde der Einfluss einer Schwerkraft vernachlässigt. Soll diese jedoch in Form eines Schwerkraftvektors
{\displaystyle {\vec {b}}={\begin{pmatrix}b_{x}\\b_{y}\end{pmatrix}}}
berücksichtigt werden, dann lauten die Gleichgewichtsbedingungen:
{\displaystyle {\begin{array}{c}{\frac {\mathrm {d} \sigma _{xx}}{\mathrm {d} x}}+{\frac {\mathrm {d} \sigma _{xy}}{\mathrm {d} y}}+b_{x}=0\\{\frac {\mathrm {d} \sigma _{yy}}{\mathrm {d} y}}+{\frac {\mathrm {d} \sigma _{xy}}{\mathrm {d} x}}+b_{y}=0\end{array}}}.
Die Spannungskomponenten ergeben sich nun mit einer Funktion V aus dem modifizierten Ansatz:
{\displaystyle \sigma _{xx}={\frac {\mathrm {d} ^{2}{F}}{\mathrm {d} {y}^{2}}}+V,\quad \sigma _{yy}={\frac {\mathrm {d} ^{2}{F}}{\mathrm {d} {x}^{2}}}+V,\quad \sigma _{xy}={\frac {-\mathrm {d} ^{2}{F}}{\mathrm {d} x\mathrm {d} y}}}.
Aus den Gleichgewichtsbedingungen
{\displaystyle {\begin{array}{c}{\frac {\mathrm {d} \sigma _{xx}}{\mathrm {d} x}}+{\frac {\mathrm {d} \sigma _{xy}}{\mathrm {d} y}}+b_{x}={\frac {\mathrm {d} ^{3}F}{\mathrm {d} x\mathrm {d} y^{2}}}+{\frac {\mathrm {d} V}{\mathrm {d} x}}-{\frac {\mathrm {d} ^{3}F}{\mathrm {d} x\mathrm {d} y^{2}}}+b_{x}={\frac {\mathrm {d} V}{\mathrm {d} x}}+b_{x}=0\\{\frac {\mathrm {d} \sigma _{yy}}{\mathrm {d} y}}+{\frac {\mathrm {d} \sigma _{xy}}{\mathrm {d} x}}+b_{y}={\frac {\mathrm {d} ^{3}F}{\mathrm {d} x^{2}\mathrm {d} y}}+{\frac {\mathrm {d} V}{\mathrm {d} y}}-{\frac {\mathrm {d} ^{3}F}{\mathrm {d} x^{2}\mathrm {d} y}}+b_{y}={\frac {\mathrm {d} V}{\mathrm {d} y}}+b_{y}=0\,,\end{array}}}
ergibt sich dann
{\displaystyle {\vec {b}}={\begin{pmatrix}b_{x}\\b_{y}\end{pmatrix}}=-{\begin{pmatrix}{\frac {\mathrm {d} V}{\mathrm {d} x}}\\{\frac {\mathrm {d} V}{\mathrm {d} y}}\end{pmatrix}}=-\operatorname {grad} (V)\,,}
d. h. die Schwerkraft ist der negative Gradient des Skalarfeldes V. Mit demselben Vorgehen wie in #Kartesische Koordinaten oben leitet sich mit
{\displaystyle {\frac {\partial b_{x}}{\partial x}}+{\frac {\partial b_{y}}{\partial y}}=-{\frac {\partial ^{2}V}{\partial x^{2}}}-{\frac {\partial ^{2}V}{\partial y^{2}}}=-\Delta V}
die Kompatibilitätsbedingung
{\displaystyle {\begin{array}{rcl}{\frac {\mathrm {d} ^{2}\sigma _{xx}}{\mathrm {d} x^{2}}}+{\frac {\mathrm {d} ^{2}\sigma _{yy}}{\mathrm {d} y^{2}}}+2{\frac {\mathrm {d} \sigma _{xy}}{\mathrm {d} x\mathrm {d} y}}+{\frac {\mathrm {d} b_{x}}{\mathrm {d} x}}+{\frac {\mathrm {d} b_{y}}{\mathrm {d} y}}&=&2Ga\Delta (\sigma _{xx}+\sigma _{yy})-\Delta V\\&=&2Ga\Delta \left({\frac {\mathrm {d} ^{2}F}{\mathrm {d} y^{2}}}+V+{\frac {\mathrm {d} ^{2}F}{\mathrm {d} x^{2}}}+V\right)-\Delta V\\&=&2Ga\Delta \Delta F+(4Ga-1)\Delta V=0\\\rightarrow \Delta \Delta F&=&-\kappa \Delta V\end{array}}}
mit dem Materialparameter
{\displaystyle \kappa ={\frac {4Ga-1}{2Ga}}={\begin{cases}1-\nu &{\textsf {imESZ}}\\{\frac {1-2\nu }{1-\nu }}&{\textsf {imEVZ}}\end{cases}}}
ab.

## Beispiele

### Dehnung des geraden Stabes

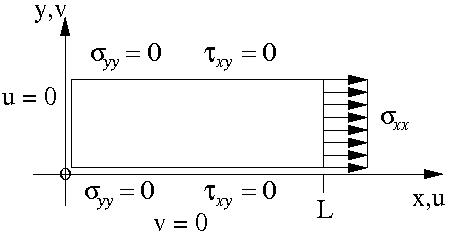
Randbedingungen am geraden Stab

Ein gerader Stab der Länge {\displaystyle L} in x-Richtung und Querschnittsfläche {\displaystyle A} wird mit einer Kraft {\displaystyle N=A\sigma } gemäß der flächenverteilten Last {\displaystyle \sigma } in x-Richtung langgezogen. Damit lauten die Randbedingungen
{\displaystyle {\begin{array}{lll}\sigma _{xx}(x=L,y)&=\sigma ,&u(x=0,y)=0\\\sigma _{yy}(x,y=0)&=0,&v(x,y=0)=0\\\tau _{xy}(x,y)&=0&\end{array}}}.
Mit dem aus {\displaystyle \tau _{xy}=-{\frac {\mathrm {d} ^{2}{F}}{\mathrm {d} x\mathrm {d} y}}=0} motivierten Ansatz
{\displaystyle F_{N}=c(x)+d(y)}
ergibt sich die Normalspannung in y-Richtung wegen der Randbedingung bei {\displaystyle y=0} als die zweite Ableitung nach x zu:
{\displaystyle \sigma _{yy}={\frac {\mathrm {d} ^{2}F_{N}}{\mathrm {d} {x}^{2}}}=c''(x)=0\Rightarrow c(x)=c_{1}x+c_{0}}.
Die Normalspannung in x-Richtung ist die zweite Ableitung nach y
{\displaystyle \sigma _{xx}={\frac {\mathrm {d} ^{2}F_{N}}{\mathrm {d} {y}^{2}}}=d''(y)=\sigma }
die konstant ist, weil sie bei {\displaystyle x=L} nicht von y abhängen soll. Zweimalige Integration über y liefert:
{\displaystyle d(y)={\frac {\sigma }{2}}{y}^{2}+{d}_{1}y+{d}_{0}}.
Die Spannungsfunktion hat hier also die Form
{\displaystyle F_{N}=c_{1}x+{\frac {\sigma }{2}}y^{2}+d_{1}y+d_{0}}.
Damit ist {\displaystyle \Delta F_{N}=\sigma } und {\displaystyle \Delta \Delta F_{N}=0}: Die Lösung ist also zulässig.
Aus den Dehnungen resultieren die Verschiebungen:
{\displaystyle {\begin{array}{l}\varepsilon _{xx}=a\sigma ={\frac {\mathrm {d} u}{\mathrm {d} x}}\Rightarrow u=a\sigma x+u_{0}(y)\\\varepsilon _{yy}=-b\sigma ={\frac {\mathrm {d} v}{\mathrm {d} y}}\Rightarrow v=-b\sigma y+v_{0}(x)\\2\varepsilon _{xy}=0={\frac {\mathrm {d} u}{\mathrm {d} y}}+{\frac {\mathrm {d} v}{\mathrm {d} x}}=u_{0}'(y)+v_{0}'(x)\\\Rightarrow u_{0}=e_{1}y+e_{0},v_{0}=-e_{1}x+f_{0}\end{array}}}.
Die Konstanten {\displaystyle e_{0},e_{1},f_{0}} werden an die Randbedingungen angepasst:
{\displaystyle {\begin{array}{ll}u(x=0,y)&=0=e_{1}y+e_{0}\quad \forall \;y\Rightarrow e_{0}=e_{1}=0\\v(x,y=0)&=0=0x+f_{0}\Rightarrow f_{0}=0\,.\end{array}}}
Also ist endgültig
| Spannungen     | {\displaystyle \sigma _{xx}=\sigma =\mathrm {const} ,\sigma _{yy}=\sigma _{xy}=0}          |
| Dehnungen      | {\displaystyle \varepsilon _{xx}=a\sigma ,\varepsilon _{yy}=-b\sigma ,\varepsilon _{xy}=0} |
| Verschiebungen | {\displaystyle u(x,y)=a\sigma x} {\displaystyle v(x,y)=-b\sigma y}                         |

Die Querkontraktion ist
{\displaystyle -{\frac {\varepsilon _{yy}}{\varepsilon _{xx}}}={\frac {b\sigma }{a\sigma }}={\begin{cases}\nu &{\text{im ESZ}}\\{\frac {\nu }{1-\nu }}&{\text{im EVZ}}\end{cases}}}.
Wegen {\displaystyle \sigma ={\frac {N}{A}}} und {\displaystyle u(x,y)=a\sigma x={\frac {\sigma x}{E}}} ist die Lösung für den ESZ im Einklang mit der in der technischen Mechanik wohlbekannten Differentialgleichung für die Zug/Druck Beanspruchung des geraden Stabes:
{\displaystyle N=EAu'(x)}.

### Homogener Spannungszustand in der Ebene
Die komplexe Spannungsfunktion
{\displaystyle F_{\beta }=\Re \left\{{\bar {z}}{\frac {\sigma }{4}}z-{\frac {\sigma }{4}}e^{-2\mathrm {i} \beta }{z}^{2}\right\}\Rightarrow \Phi (z)={\frac {\sigma }{4}}z\quad {\text{und}}\quad \Psi (z)=-{\frac {\sigma }{2}}e^{-2\mathrm {i} \beta }z}
entspricht einem homogenen (gleichförmigen) Spannungszustand in der Ebene. Aus ihr berechnen sich die Spannungskomponenten
{\displaystyle {\begin{array}{ll}\sigma _{xx}&=\Re \lbrace {\frac {\sigma }{2}}+{\frac {\sigma }{2}}e^{-2\mathrm {i} \beta }\rbrace ={\frac {\sigma }{2}}\lbrack 1+\cos(2\beta )\rbrack \\\sigma _{yy}&=\Re \lbrace {\frac {\sigma }{2}}-{\frac {\sigma }{2}}e^{-2\mathrm {i} \beta }\rbrace ={\frac {\sigma }{2}}\lbrack 1-\cos(2\beta )\rbrack \\\tau _{xy}&=\Im \lbrace -{\frac {\sigma }{2}}e^{-2\mathrm {i} \beta }\rbrace ={\frac {\sigma }{2}}\sin(2\beta )\end{array}}}.
Die Hauptspannungen lauten damit
{\displaystyle \sigma _{1,2}={\frac {1}{2}}(\sigma _{xx}+\sigma _{yy})\pm {\sqrt {\left[{\frac {\sigma _{xx}-\sigma _{yy}}{2}}\right]^{2}+\tau _{xy}^{2}}}={\frac {\sigma }{2}}\pm {\frac {\sigma }{2}}}
siehe Mohrscher Spannungskreis. Die Winkel, unter denen die Hauptspannungen auftreten, sind durch
{\displaystyle {\begin{array}{ll}\tan(2\varphi _{1,2})&={\frac {2\tau _{xy}}{\sigma _{xx}-\sigma _{yy}}}={\frac {2{\frac {\sigma }{2}}\sin(2\beta )}{{\frac {\sigma }{2}}\lbrack 1+\cos(2\beta )\rbrack -{\frac {\sigma }{2}}\lbrack 1-\cos(2\beta )\rbrack }}={\frac {\sin(2\beta )}{\cos(2\beta )}}=\tan(2\beta )\\\Rightarrow \varphi _{1}&=\beta \,,\quad \varphi _{2}=\beta +{\frac {\pi }{2}}\end{array}}}
gegeben, wirken also in Richtung {\displaystyle \varphi _{1}=\beta } und senkrecht dazu.

### Der Griffith Riss

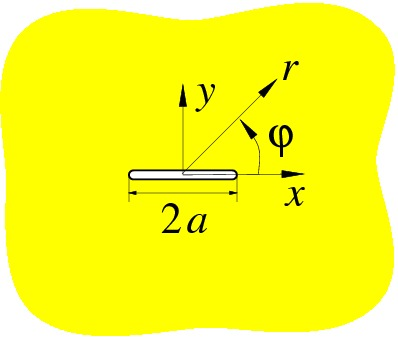
Griffith Riss in der komplexen Zahlenebene

Mit Hilfe der Airy’schen Spannungsfunktion können die Spannungen in der Nähe einer Rissspitze analysiert werden. In die Mitte des Risses wird wie im Bild gezeigt ein kartesisches Koordinatensystem gelegt. {\displaystyle a} ist die halbe Risslänge.
Das Innere des Einheitskreises in der komplexen {\displaystyle \zeta } -Ebene wird mittels der Abbildung
{\displaystyle {\begin{array}{rrl}z:&\{\zeta |\zeta \in \mathbb {C} ,|\zeta |\leq 1\}&\to \mathbb {C} \\&\zeta &\mapsto z={\frac {a}{2}}\left(\zeta +{\frac {1}{\zeta }}\right)\end{array}}}
auf die komplexe Zahlenebene mit Schlitz abgebildet. Die Umkehrung dieser Abbildung
{\displaystyle \zeta _{1,2}(z)={\frac {1}{a}}(z\pm {\sqrt {z^{2}-a^{2}}})}
ist nicht eindeutig für alle Punkte, die auf den Rissflanken liegen, mit Ausnahme der Rissspitzen. Die beiden Werte {\displaystyle \zeta _{1}} und {\displaystyle \zeta _{2}} sind reziprok zueinander ( {\displaystyle \zeta _{2}=1/\zeta _{1}} ) und es ist diejenige Zahl zu nehmen, deren Betrag kleiner oder gleich als 1 ist. Auf den Rissflanken ist {\displaystyle z\in \mathbb {R} }, {\displaystyle |z|<a}, {\displaystyle |\zeta _{1,2}|=1} und {\displaystyle \zeta _{2}={\bar {\zeta _{1}}}}. Die Rissspitzen selbst liegen bei {\displaystyle z=\pm a} bzw. {\displaystyle \zeta =\pm 1}. Für alle anderen Punkte der z-Ebene ( {\displaystyle z\notin \mathbb {R} } oder {\displaystyle |z|\geq a} ) ist die Abbildung {\displaystyle \zeta (z)} eindeutig. Im Folgenden wird {\displaystyle \zeta } statt {\displaystyle \zeta (z)} geschrieben.

#### Innendruck auf den Rissflanken

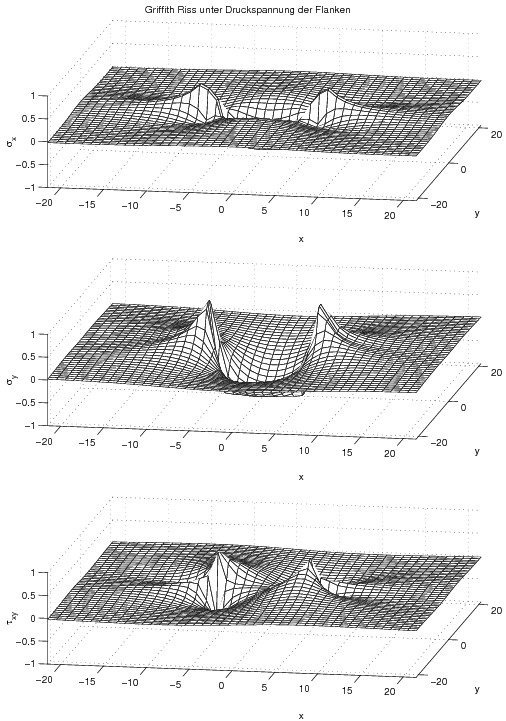
Griffith Riss unter Druckspannung auf den Rissflanken

Beim Riss mit Normalbelastung {\displaystyle {\sigma }^{0}} in y-Richtung an den Rissflanken (Innendruck) ergeben sich die komplexen Spannungsfunktionen
{\displaystyle {\begin{array}{ll}\Phi (z)&={\frac {-{\sigma }^{0}a}{2}}\zeta \\\Psi (z)&=-{\sigma }^{0}a{\frac {\zeta }{1-\zeta ^{2}}}\end{array}}}
und die Spannungen
{\displaystyle {\begin{array}{ll}\sigma _{xx}(z)&=2{\sigma }^{0}\Re \left\{{\frac {\zeta ^{2}}{1-\zeta ^{2}}}-{\frac {2\zeta ^{3}}{{(1-\zeta ^{2})}^{3}}}{\frac {z-{\bar {z}}}{a}}\right\}\\\sigma _{yy}(z)&=2{\sigma }^{0}\Re \left\{{\frac {\zeta ^{2}}{1-\zeta ^{2}}}+{\frac {2\zeta ^{3}}{{(1-\zeta ^{2})}^{3}}}{\frac {z-{\bar {z}}}{a}}\right\}\\\tau _{xy}(z)&=4{\sigma }^{0}\Im \left\{{\frac {\zeta ^{3}}{{(1-\zeta ^{2})}^{3}}}{\frac {z-{\bar {z}}}{a}}\right\}\end{array}}}.
Sie wachsen bei Annäherung an die Rissspitzen {\displaystyle \zeta \rightarrow {\pm }1} über alle Grenzen: Hier liegt eine Singularität vor. Im Bild sind die Spannungsspitzen nur bis zu einem gewissen maximalen Wert dargestellt, daher die Plateaus.

#### Schubbelastung auf den Rissflanken

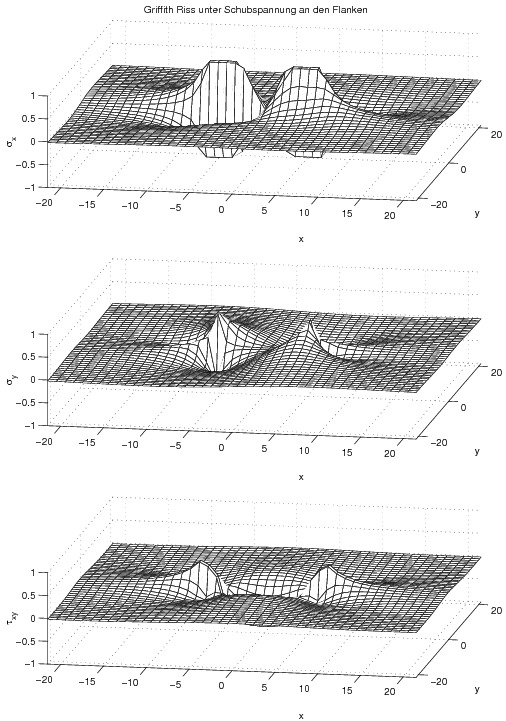
Griffith Riss mit Schubspannung auf den Rissflanken

Beim Riss mit Schubbelastung {\displaystyle \tau ^{0}} auf den Rissflanken ergeben sich die komplexen Spannungsfunktionen
{\displaystyle {\begin{array}{ll}\Phi (z)&={\frac {\mathrm {i} \tau ^{0}a}{2}}\zeta \\\Psi (z)&=\mathrm {i} \tau ^{0}a{\frac {\zeta ^{3}}{1-\zeta ^{2}}}\end{array}}}
und die Spannungen
{\displaystyle {\begin{array}{ll}\sigma _{xx}(z)&=4\tau ^{0}\Im \left\{{\frac {\zeta ^{2}}{1-\zeta ^{2}}}-{\frac {\zeta ^{3}}{{(1-\zeta ^{2})}^{3}}}{\frac {z-{\bar {z}}}{a}}\right\}\\\sigma _{yy}(z)&=4\tau ^{0}\Im \left\{{\frac {\zeta ^{3}}{{(1-\zeta ^{2})}^{3}}}{\frac {z-{\bar {z}}}{a}}\right\}\\\tau _{xy}(z)&=2\tau ^{0}\Re \left\{{\frac {\zeta ^{2}}{1-\zeta ^{2}}}-{\frac {2\zeta ^{3}}{{(1-\zeta ^{2})}^{3}}}{\frac {z-{\bar {z}}}{a}}\right\}\end{array}}}.
Sie wachsen bei Annäherung an die Rissspitzen {\displaystyle \zeta \rightarrow {\pm }1} über alle Grenzen: Hier liegt eine Singularität vor. Im Bild sind die Spannungsspitzen nur bis zu einem gewissen maximalen Wert dargestellt, daher die Plateaus.